# (26850) 1992 JL
1992 جاي أل (ويعرف أيضًا باسم (26850) 1992 جاي أل وفق تسمية الكوكب الصغير) (بالإنجليزية: 1992 JL)‏ هو كويكب ضمن حزام الكويكبات؛ وترتيبه 26850 من حيث الاكتشاف.
اكتُشف هذا الجُرم الفلكي بواسطة كينيث جاي لورانس في 1 مايو 1992.

## وصلات خارجية
- (26850) 1992 JL في قاعدة بيانات مختبر الدفع النفاث لأجرام النظام الشمسي الصغيرة

- الاكتشاف · مخطط المدار ·  العناصر المدارية · المعلمات المادية

- (26850) 1992 JL على موقع ويكي سكاي: DSS2, SDSS, GALEX, IRAS, Hydrogen α, X-Ray, Astrophoto, Sky Map, Articles and images